# Sobrevuelos de Marte

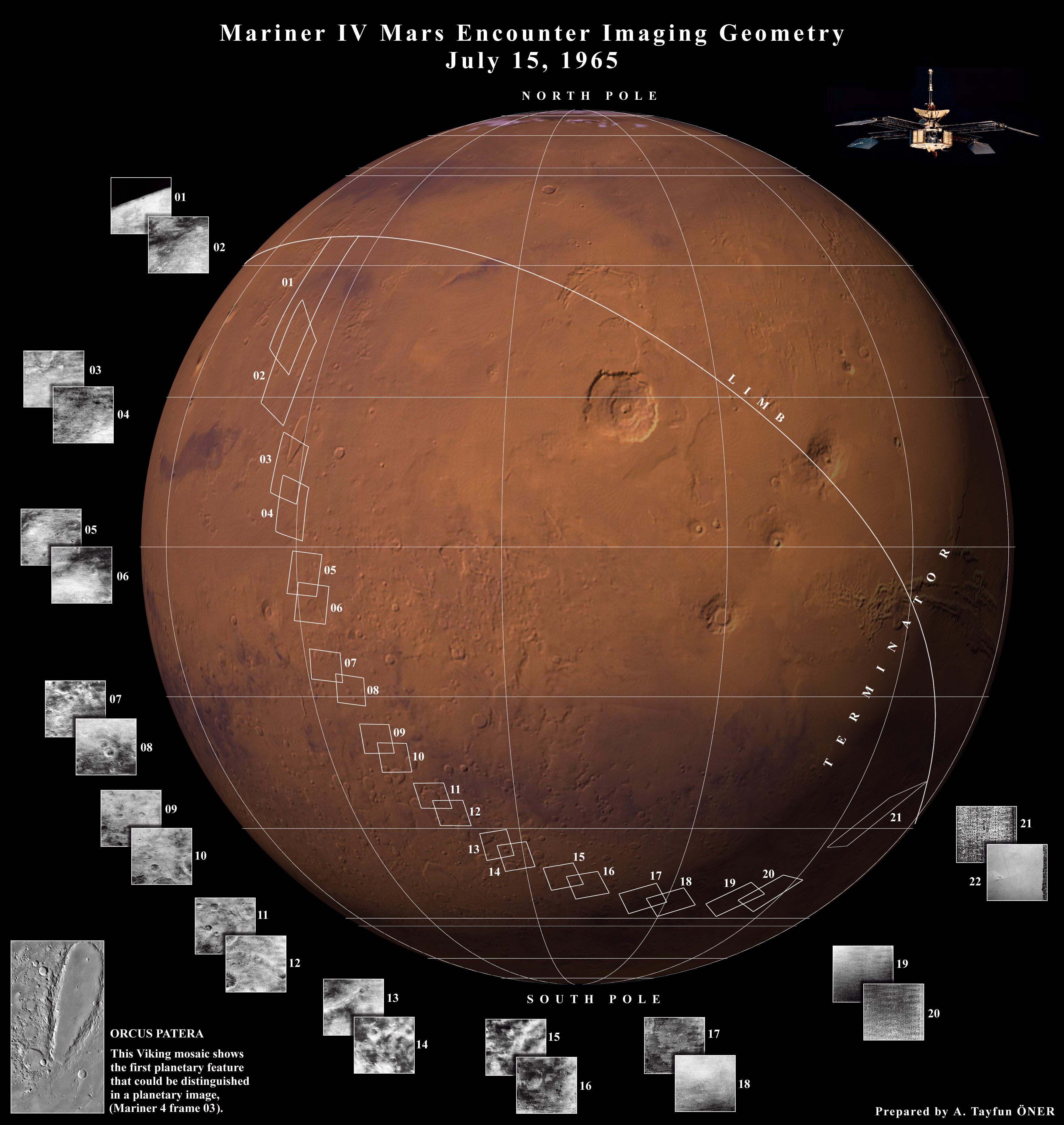
Datos recopilados del sobrevuelo del Mariner 4 en un mapa moderno

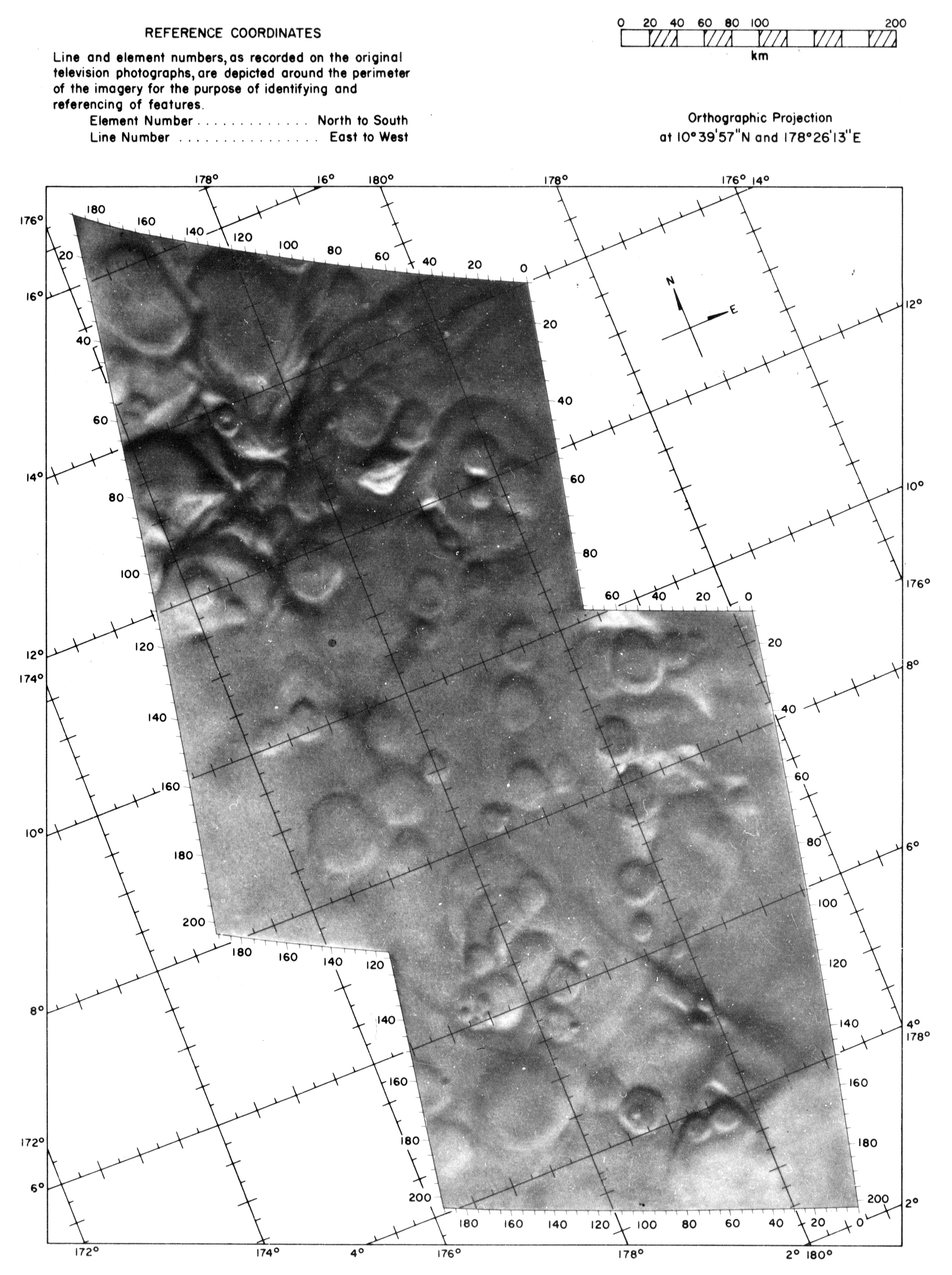
Esto muestra dos de los fotogramas del sobrevuelo del Mariner 4 proyectados sobre una cuadrícula.

Un sobrevuelo a Marte es un movimiento de una nave espacial que pasa cerca de Marte, pero que no alcanza a entrar en la órbita ni aterriza en él mismo. Las sondas espaciales no tripuladas han utilizado este método para recopilar datos sobre Marte, en lugar de orbitar o aterrizar.

## Conceptos
Una aplicación de un sobrevuelo a Marte es para una misión humana, donde después de aterrizar y permanecer en la superficie durante algún tiempo, pueda tener contacto con esta nave no tripulada que se encuentra en órbita y pueda servir como apoyo, para la misión en la superficie. Esto significaría que la etapa de ascenso del módulo de aterrizaje alcanzaría la velocidad necesaria igual a la de la nave espacial que pasa volando, pero los recursos necesarios para el regreso de la Tierra no tendrían que entrar o salir de la órbita de Marte.
La nave espacial en la que viven en el viaje a Marte hace el sobrevuelo, pero la tripulación se separa y entra en un módulo de aterrizaje. La etapa de ascenso del módulo Excursión debe reunirse con la nave espacial principal antes de que se aleje demasiado. Una ventaja es que los recursos necesarios para el regreso de la Tierra no tienen que entrar y salir de la órbita de Marte. Las tripulaciones vivirían en las estaciones durante los viajes interplanetarios. El concepto de "Flyby Excursion Landing Module" es que un módulo de aterrizaje y un sobrevuelo se separarían en la órbita , el módulo de aterrizaje aceleraría para descender en marte, mientras el otro segmento hace un sobrevuelo de Marte, Luego el módulo de aterrizaje despega y se encuentra con el segmento en órbita en el que la tripulación cambia de aeronave.
Alternativamente, también es posible una misión humana de sobrevuelo, sin aterrizaje en Marte, sino para lanzarse alrededor de Marte y aprovechar la gravedad para volver a la Tierra.

## Historia

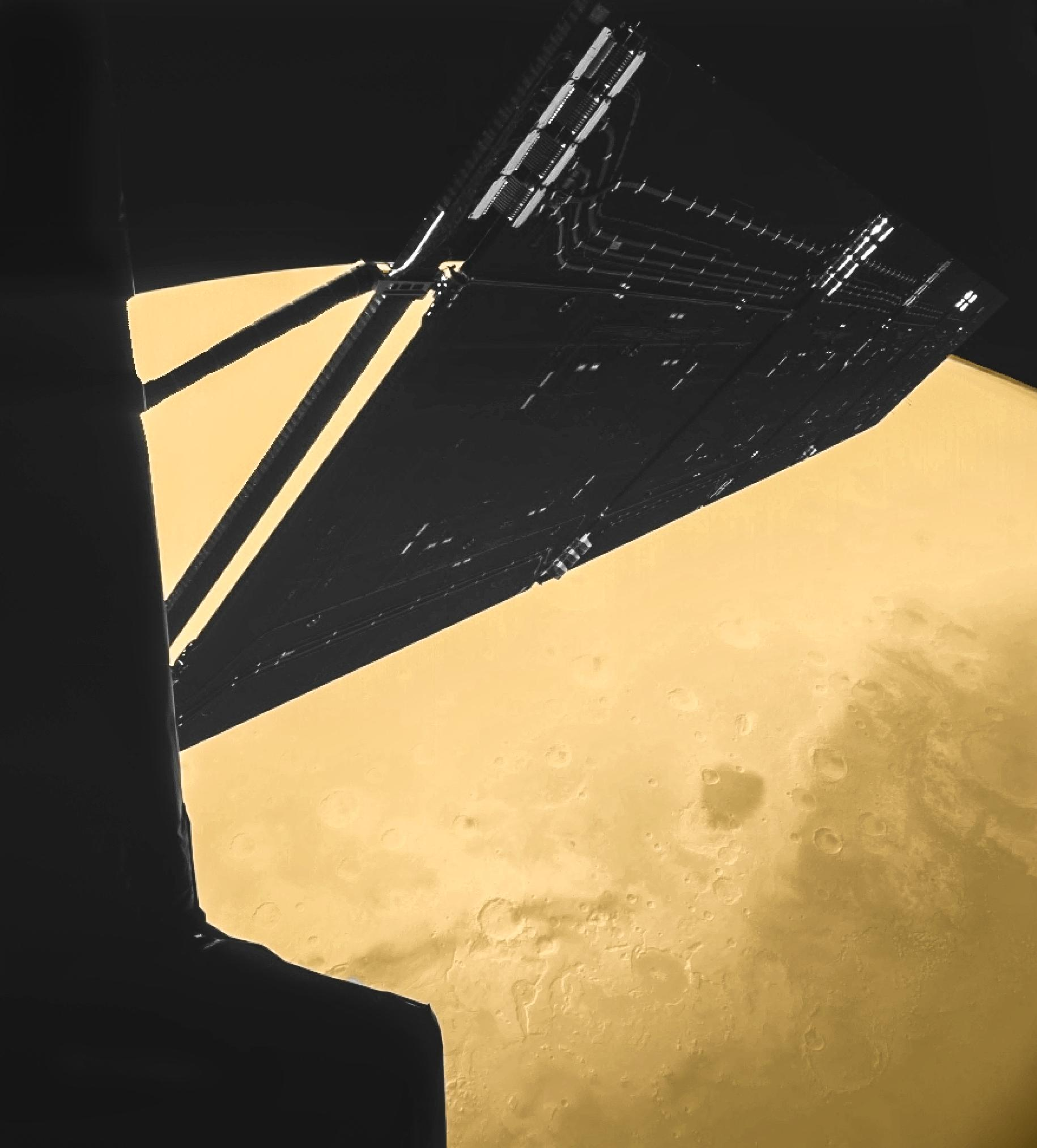
Fotografía de Marte en febrero de 2007

En julio de 1965, Mariner 4 logró un sobrevuelo de Marte con un retorno de datos, proporcionando al público y a los científicos imágenes de Marte dramáticamente más cercanas. Durante el sobrevuelo, el Mariner 4 tomó 21 fotografías que representan aproximadamente el 1% de la superficie de Marte. Marte no fue mapeado globalmente hasta el orbitador Mariner 9, que en el transcurso de 1972 a 1973 tomó miles de imágenes de hasta 100 metros por píxel. Las observaciones de los telescopios terrestres ópticos de la Tierra tienen que mirar a través de la atmósfera, lo que hace que las imágenes se vuelvan borrosas.
En octubre de 1999, Deep Space 1 hizo observaciones de Marte después de su sobrevuelo del asteroide Braille. Aunque se trataba de un sobrevuelo muy distante, logró tomar múltiples espectros infrarrojos con su instrumento MICAS del planeta.
En 2018, el Mars Cube One (MarCO) con dos de sus CubeSats de sobrevuelo fueron usados para retransmitir la comunicación desde el módulo de aterrizaje del InSight. Ambos MarCO llegaron a Marte y transmitieron datos con éxito durante la fase de entrada, descenso y aterrizaje de Insight el 26 de noviembre de 2018.